# Telemos
Telemos (altgriechisch Τήλεμος Tḗlemos, lateinisch Telemus) ist ein Wahrsager der griechischen Mythologie.
Telemos, ein Sohn des Eurymos, kommt nach Sizilien, um den dort hausenden Kyklopen Polyphem vor Odysseus zu warnen, dessen Ankunft bevorstehe. Er kündet dem Riesen an, dieser werde in der Auseinandersetzung mit dem listigen Ithaker sein Auge verlieren, wenn er sich nicht vorsehe. Polyphem, seiner eigenen Körperstärke gewiss, lacht über diese Warnung, bis ihn Jahre darauf sein Schicksal ereilt und er von Odysseus geblendet wird.